# Clemente Orlandi

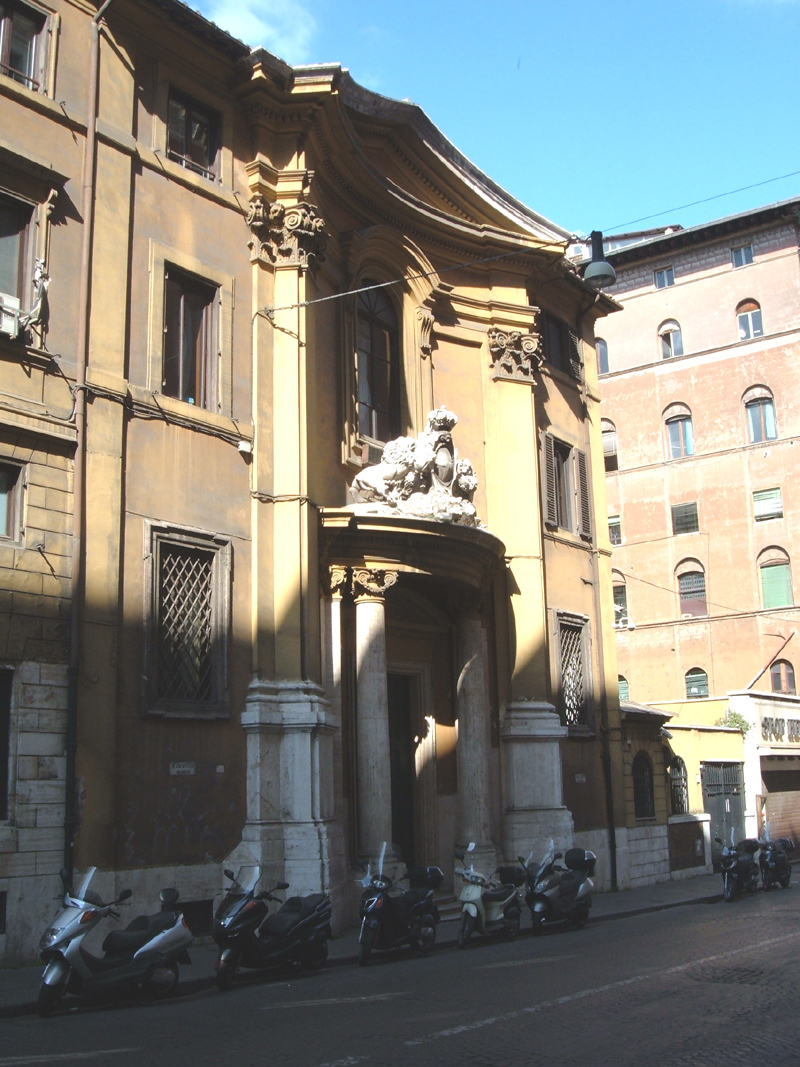
Kyrkan San Paolo Primo Eremita i Rom.

Clemente Orlandi, född 1694 i Rom, död 1775, var en italiensk arkitekt. Han har bland annat ritat kyrkan San Paolo Primo Eremita i Rom, som uppvisar inspiration från Borrominis arkitektoniska formspråk. Han utformade presbyteriet och Cappella di Beato Niccolò Albergati i Santa Maria degli Angeli och 1756 ledde han restaureringen av kyrkan Santa Maria dell'Umiltà.

### Webbkällor
- ”Clemente Orlandi”. Info Roma. http://www.info.roma.it/personaggi_dettaglio.asp?ID_personaggi=67. Läst 20 januari 2016.